# Maladera sinuosa
Maladera sinuosa är en skalbaggsart som beskrevs av Brenske 1898. Maladera sinuosa ingår i släktet Maladera och familjen Melolonthidae. Inga underarter finns listade i Catalogue of Life.